# Claustro de la Encarnación (Popayán)
El Exconvento y Excolegio Internado Femenino de Nuestra Señora de la Encarnación de Orden de Monjas Agustinas Descalzas, mejor conocido simplemente como Claustro de la Encarnación perteneciente al Colegio Mayor del Cauca, funcionando actualmente la sede de aquella institución.
El edificio conventual se ubica enmarcado hoy en día entre la Calle de Las Monjas (Carrera 5) con Calle de la Universidad (Calle 5) en pleno centro histórico de la capital del departamento del Cauca, en Colombia.
Fue una emblemática institución y de las más importantes de la región, reconocido como el centro educativo más antiguo dedicado a la enseñanza a la mujer en toda Nueva Granada (Actual Colombia), continuando hasta el día de hoy con su función primordial de brindar la educación a la población de diversos orígenes y estados socioeconómicos.

## Historia

### SigloXVI
Después que se cimentó la fundación de la naciente villa de Asunción de Popayán, se iniciaron las construcciones de distintas instituciones eclesiásticas y civiles para brindarles distintos servicios a la comunidad española que poco a poco se asentaban en los lotes adquiridos o cedidos por las autoridades. 
Al llegar la segunda mitad del siglo XVI al notar la ausencia de un centro educativo destinado para la formación de las mujeres e hijas tanto de las familias acaudaladas castellanas como de las gentes rurales, el segundo obispo de la ciudad fray Agustín de la Coruña tuvo la iniciativa de establecer en la ciudad un convento en el cual puedan tener cobijo desde las hijas de los encomenderos y conquistadores más distinguidos hasta las mujeres más pobres y sencillas de la región, por lo que en el año de 1564 donó varias propiedades que tenía al oriente de la Plaza Central, y que había adquirido de don Cristóbal de Caicedo.
Para fundamentar este propósito, la custodia del nuevo claustro que se planeaba de construir se les fue entregada a las Agustinas descalzas llegadas de España. Sin embargo, la naciente obra fue en principio una casa muy sencilla de bahareque con una pequeña capilla de paja para el culto, no fue sino hasta después del considerado primer terremoto de la Popayán española en 1564 que la construcción recibió varias ampliaciones, una de estas se desplazó hacia la esquina occidental en la que se levantó un torreón de tres cuerpos cerca de las celdas de las monjas, por esta torre las religiosas tenían una vista privilegiada de la plaza y sus alrededores sin la necesidad de violar el voto de clausura, por esto es que la ciudadanía comenzó a denominarlo como El Mirador de las Monjas.
Tras la construcción de una edificación más propia para sus funciones de enseñanza en 1578, se inauguró el Colegio e Internado femenino de Nuestra Señora de la Encarnación a cargo de las monjas agustinas en 1591, reconocido como el primer colegio para mujeres de toda Colombia cabe aclarar que esto no se ha confirmado del todo aún, lo que si se tiene muy presente es que esta institución se volvió un polo de enseñanza en la región y hasta en el Nuevo Reino de Granada además de que gracias a los ingresos que generaban los dotes recibidos por las familias ilustres las instalaciones fueron creciendo.
Mientras que para la vivienda servidumbre esclava (conocidos como ''Los negros de la Encarnación) se les cedieron unos predios en la colina de Machangara frente al cerro de Santa Catalina, que pasaron a denominarse como ''Los solares de los esclavos del convento de las monjas''.(Hoy en día el lugar es mejor conocido como Lomas de Cartagena)

### SigloXVII
Durante el año de 1609 se tiene registro de que algunos religiosos de este convento dominico en complicidad de vecinos y habitantes aledaños de la ciudad ingresaban en la noche al claustro de La Encarnación a sostener el denominado ''comercio carnal'' con las moradoras del internado. Al destaparse este escándalo, generó tal estupor en Popayán que fue condenado y considerado como un ''sacrilegio'' por el obispo de ese entonces don Juan Pedro González de Mendoza, falleciendo el clérigo tiempo después, el 16 de febrero de 1618.
No fue hasta que a fines del siglo XVII, que el complejo adquirió su fisionomía actual e incluso expandió sus terrenos cuando el rey Carlos II El Hechizado en 1698 les cedió un ejido con huerta al sur para el sustento del convento que se había solicitado desde 1686, que con el tiempo aquellas tierras de labranza enmarcadas entre las calles de Las Monjas y de San Agustín (Carreras 5 y 6) con calles de la Chirimoya y de las Cárceles (Calles 6 y 7) fueron convertidas en una cuadra, la cual sirvió como un mercado y galería central hasta que se construyó a mediados del siglo XX el Centro Comercial Mundo Center o Anarkos, actualmente destruido y conocido mejor como la ''Manzana 99''.

### SigloXVIII
Cabe resaltar que en el convento existió una fábrica de fundición de ladrillos conocidos como ''tejares'', de los cuales se pudo brindar el suministro necesario para ampliación y consolidación del monasterio, pero además sirvieron también para la construcción del Puente de la Custodia sobre el río Molino en 1705, del Puente viejo sobre el río Cauca que reemplazó al antiguo de madera en 1780 y del Puente de Calicanto sobre el río Ejido en el Portazgo Sur del Camino Real que sale hacia Quito entre 1784-1785.
Ya entrado el siglo XVIII, la ciudad y el convento se vieron gravemente afectados, cuando el 2 de febrero de 1736 aconteció un violento terremoto que semidestruyó la mayor parte del centro. La iglesia del claustro quedó en tal mal estado que se decidió levantar una nueva, sobre todo gracias a la iniciativa de la reverenda madre Mariana de San Estanislao y Saa, priora superiora del monasterio de ese entonces. Durante este periodo también se reedificó el complejo monacal en 1764 con la fisionomía actual gracias a la dirección del hermano lego jesuita alemán Simón Schenherr hasta que la Compañía de Jesús fue expulsada del virreinato en 1767.

### SigloXIX
Gracias a la convulsa situación que trajo consigo al declaración y guerra de la independencia de Colombia a inicios del siglo XIX, se dio el triste episodio del saqueo de arte y riqueza de los templos y conventos del centro de Popayán para financiar la causa liberadora por orden de Antonio Nariño.
Las agustinas descalzas perduraron en este convento durante 291 años, hasta que fueron expulsadas de la ciudad por orden del presidente Tomás Cipriano de Mosquera con medio de la Ley del 23 de abril de 1863 de Desamortización de Bienes de Manos Muertas.Teniendo que huir las monjas hacia Quito donde se establecieron.
El complejo conventual quedó entonces bajo propiedad del gobierno nacional, el cual decidió en el año de 1865 apartar el claustro y los ejidos de la huerta por medio de una calle (Calle del Chirimoyo o Calle 6) que separaron la ahora denominada ''Manzana 99'' del convento de La Encarnación. La nueva cuadra resultante se dedicó como sede de la galería que funcionaba en la Plaza Central. Este mercado perduró en este sitio hasta 1930 cuando se trasladó a unas nuevas instalaciones en el barrio Bolívar (antiguo El Callejón).
En la manzana 99 posteriormente se construyó en la década de los 70 el primer centro comercial de Colombia, el denominado ''Centro Comercial Anarkos''.
A fines del siglo XIX, llegaron a Popayán desde Guayaquil en Ecuador la congregación de hermanas de San José de Tarbes mejor conocidas como Josefinas el 13 de enero de 1897 representadas por las monjas francesas Basilide Baudru y Marie de Chantal, invitadas por el último obispo y primer arzobispo de ese entonces, monseñor Manuel José de Caycedo Martínez de Pinillos. Fue ahí cuando fundaron un colegio el 1 de mayo de 1897 que en una primer instancia no contó con una sede definitiva hasta el 1 de octubre de ese mismo año, cuando se les concedió la regencia del claustro de La Encarnación como Colegio San José de Tarbes.

### SigloXX-XXI
El claustro continuo fungiendo como colegio de las josefinas hasta el año 1920, cuando se trasladaron a una nueva ubicación sobre la calle de Belén (Calle 4) donde actualmente funciona. El convento quedó sin uso hasta que por invitación de monseñor Maximiliano Crespo llegaron desde Bogotá por medio del ferrocarril del Pacífico el 16 de enero de 1928, las Hijas de María Auxiliadora mejor conocidas como las Salesianas quien fundaron un colegio femenino conocido como Institución Educativa Sagrado Corazón de Jesús que empezó a funcionar el 1 de febrero de 1928, con sede en el antiguo monasterio de agustinas por alrededor de 50 años, hasta que en 1978 dejan el claustro para ocupar unas instalaciones modernas entregadas por el Instituto Colombiano de Construcciones Escolares, ubicadas en el sector de Campamento al norte de la ciudad frente a Campanario.

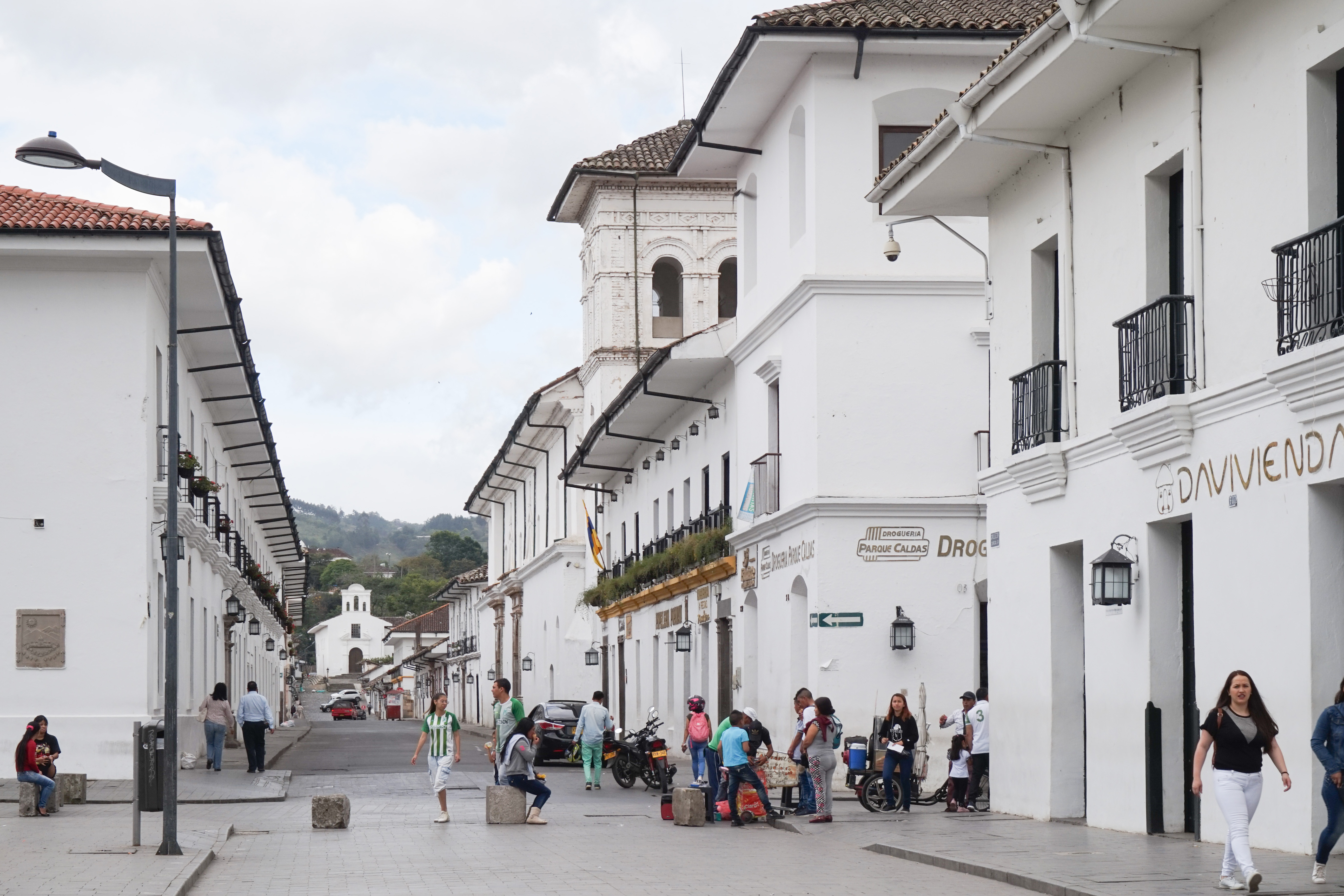
Vista del complejo del convento desde el Parque Caldas

Mientras tanto, todo el complejo del Claustro de La Encarnación fue declarado junto a todo el centro histórico como Monumento Nacional de Colombia, por medio de la ley 163 del 30 de diciembre de 1959.
Con la expedición de la Ordenanza 020 del 27 de diciembre de 1977, gestionada por la rectora del Colegio Mayor del Cauca doctora Ruth Cepeda Vargas, se esperaba que el Claustro de la Encarnación se destinará para el funcionamiento de la mencionada universidad.Sin embargo, esta ordenanza es desconocida por el Gobierno Departamental quedando el convento abandonado por dos años y siendo posteriormente ocupado por dependencias de la Gobernación hasta que con el Terremoto de Popayán de 1983, la Gobernación del Cauca finalmente entregó el claustro en ruinas al Colegio Mayor para su restauración y reedificación la cual ya fue ordenada por el abogado Jaime Calderón Brujes y los arquitectos a cargo fueron Guillermo Triviño Arango, Fernando Ospina Varón y Jaime Palmera Pinera.
Los daños al complejo fueron inmensos, el famoso mirador de las monjas que poseía un balcón de influencia peruana se vino abajo, las galerías y cubiertas de tejas del claustro fueron derruidas, no obstante se pudo reconstruir la mayoría, mientras se reedificaron ciertas partes como se cree que eran en su momento, así como el redescubrimiento de varias secciones antiguas y el color original del monasterio (que es el que actualmente se ve), gracias a los trabajos del profesor Miguel Ángel Méndez Gutiérrez
Siendo la sede principal de la universidad hasta el día de hoy y continuando así con la función educativa que fue la razón principal de su fundación en un inicio a fines del siglo XVI.
El claustro fue declarado posteriormente como Bien de Interés Cultural de la Nación por medio del Decreto 2248 del 11 de diciembre de 1996.

## Características arquitectónicas
Se trata de un complejo que llegó a abarcar un amplio terreno equivalente hoy en día a dos cuadras enteras, en su momento de esplendor tuvo más de 5 patios empedrados y una amplia huerta, hoy en día gran parte se fraccionó la edificación y se destinaron ciertos sectores para diversos usos como:
- La Iglesia quedó bajo la jurisdicción de la Arquidiócesis, que a su vez delegó la administración de la liturgia y los sacramentos al cura párroco de la Iglesia de San Agustín.
- El Claustro central quedó como sede principal de la universidad ''Colegio Mayor del Cauca'' o Unimayor.
- El Mirador de las Monjas, funge como sede de la institución educativa ''Estudiarte Preuniversitario'' y de la farmacia ''Droguería Parque Caldas''.
- La sección norte que unía al campanario de la iglesia con el mirador, hoy en día es sede del Hotel ''Camino Real'', la cafetería ''Capriccio Café y té'' además de varias papelerías.
- La sección occidental que da hacia la Carrera 6 (Calle del Comercio) se dedicó a albergar a la Asamblea Departamental del Cauca además de diversos locales comerciales
- La sección sur que da hacia la Calle 6 (Calle del Chirimoyo) que se construyó en 1867, hoy en día esta subdividida en varios almacenes de ropa, pasajes comerciales y es sede del ''Sarai Hotel''.
- La antigua huerta, hoy en día es una explanada de concreto que se levanta sobre las ruinas del viejo Centro Comercial Anarkos y su subterráneo que a su vez en su momento se construyó donde antes era la galería central de Popayán que se edificó una vez expropiado el ejido de las monjas que era una donación del rey Carlos II en 1698.